# VV Groot Kapelle
VV Groot Kapelle is een Belgische voetbalclub uit de Vlaams-Brabantse plaats Ramsdonk. De in 2023 in het kader van een fusie opgerichte club is aangesloten bij de KBVB met stamnummer 7300 en heeft blauw en geel als kleuren. Het is zo, samen met VA Nieuwenrode (de vier armen) nog de enige voetbalclub in de gemeente Kapelle-op-den-Bos.

## Geschiedenis
De club ontstond in 2023 uit de fusie tussen FC Ramsdonk en FC Eendracht Kapelle-op-den-Bos, twee clubs die tot dan uitkwamen in de derde provinciale reeks van Vlaams-Brabant. Doordat FC Eendracht op een degradatieplaats was geëindigd, ging de nieuwe club verder met het stamnummer van FC Ramsdonk.
VV Groot Kapelle zal in haar debuutseizoen 2023–24 uitkomen in de derde provinciale, met een B-ploeg die uitkomt in vierde provinciale. De club plant om een derde terrein aan te leggen in Ramsdonk, waardoor die site van 2024–25 de enige overblijvende site zou zijn.

## Resultaten
| Seizoen | Klasse | Klasse | Klasse | Klasse | Klasse | Klasse | Klasse | Klasse | Klasse | Reeks             | Punten | Opmerkingen |
|         | 1A     | 1B     | 1Nat   | 2Afd   | 3Afd   | P.I    | P.II   | P.III  | P.IV   |                   |        |             |
| ------- | ------ | ------ | ------ | ------ | ------ | ------ | ------ | ------ | ------ | ----------------- | ------ | ----------- |
| 2023/24 |        |        |        |        |        |        |        | 14     |        | 3de Prov. Brab. B | 23     |             |
| 2024/25 |        |        |        |        |        |        |        |        | 1      | 4de Prov. Brab. B | 70     | Kampioen    |
| 2025/26 |        |        |        |        |        |        |        |        |        | 3de Prov. Brab. B |        |             |